# Mudanya

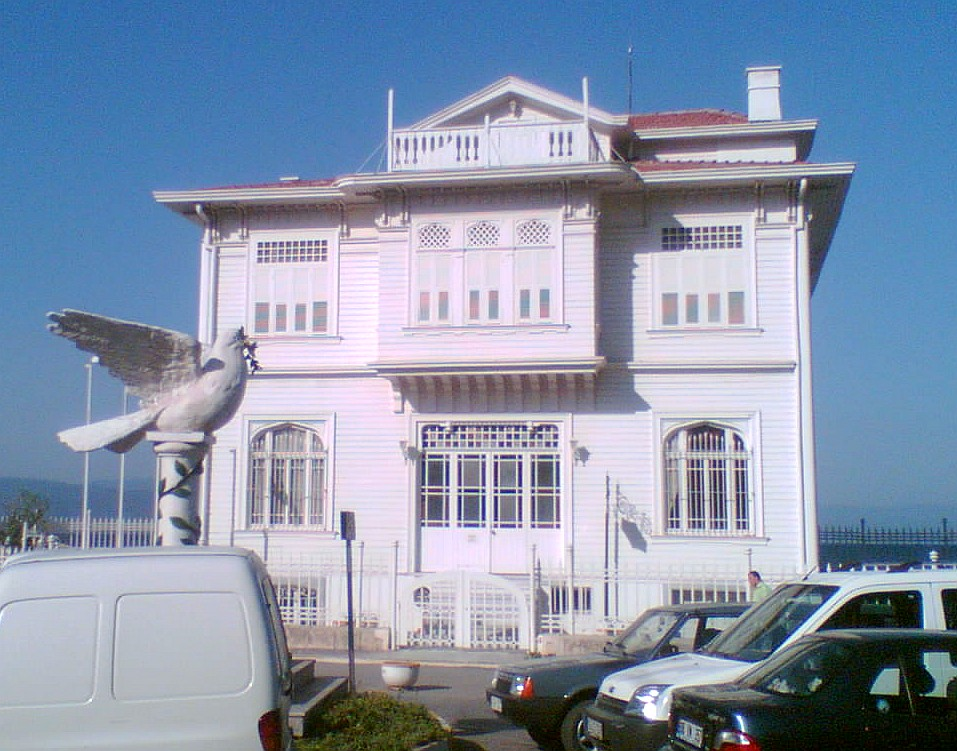
Tradiční dům, yali

Mudanya (řec. Μουδανιά) je město v Turecku, v historickém kraji Bithýnie, u města Bursa.

## Dějiny
Mudanya byla založena jako řecká kolonie města Kolofón pod jménem Myrleia, v období helénismu přibrala jméno Apameia Myrleia podle manželky krále Prúsia I., Apamy. V 13. století, během evropské nadvlády nad Byzancí křižáci jmenovali město Montagniac. Tento název se následně pořečtil na Mudan. Poté, co Osmanští Turci dobyli město, zkomolili řecký název na Mudanya. Mudanya však zůstala řeckým městem, až do roku 1923 zde žili téměř výhradně Řekové. Místní řecké obyvatelstvo bylo bohaté, stojí zde jejich prostorné okrasné přímořské domy, tzv. styl yali. Po řecko-turecká výměna obyvatel v roce 1923 Řekové odešli do Řecka, na poloostrov Chalkidiki, kde založili nové město, Nea Mudanya (Nová Mudanya). Ve městě byla podepsána listina o vzniku Turecka. V Mudanii se následně usadilo řecky mluvící muslimské obyvatelstvo z Kréty, řečtina je proto i dnes ve městě rozšířená.